# 釜石中央インターチェンジ
釜石中央インターチェンジ（かまいしちゅうおうインターチェンジ）は、岩手県釜石市にある三陸沿岸道路（釜石山田道路）のインターチェンジ (IC) である。

## 概要
釜石市街への最寄りインターチェンジである。当初は料金所集約を考慮し、インターチェンジ機能を併せ持ったジャンクション (JCT) を計画し、岩手県や釜石市で整備するアクセス路線への接続を計画していたが、国道283号と三陸沿岸道路の交点部分に当ICを設置し、釜石JCTと機能分担を図る計画に変更された。

## 歴史

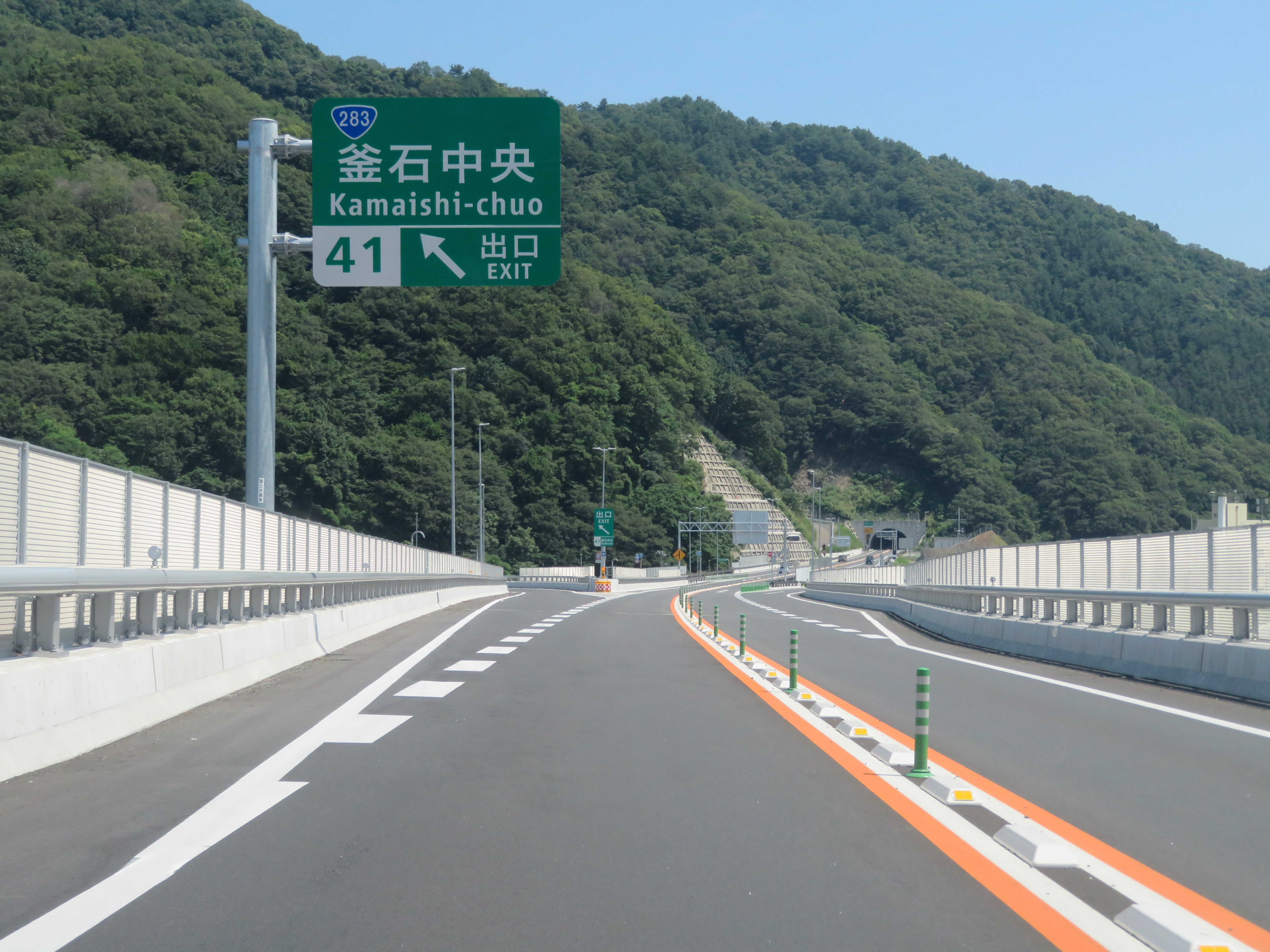
出口分流付近を釜石JCT方面側から

- 2019年（平成31年）3月9日：釜石南IC - 釜石両石IC開通に伴い供用開始[2]。

## 道路

### 本線
- E45 三陸沿岸道路（釜石山田道路・41番）

### 接続している道路
- 国道283号

## 料金所
無料区間につき設置されていない。 

## 周辺
- 岩手県沿岸広域振興局
- 釜石市立図書館
- ハローワーク釜石
- JR東日本釜石線 小佐野駅
- ベルジョイス ジョイス釜石店

## 隣
E45 三陸沿岸道路（釜石山田道路）
(40) 釜石JCT - (41) 釜石中央IC - (42) 釜石両石IC - (43) 釜石北IC
- 釜石両石ICは宮古方面のみ出入りのハーフICであるため、当ICとの往来はできない。